# Куда
Куда́  (рос. Куда, бур. худа) — річка в Іркутської області Росії, права притока Ангари.
Довжина - 226 км, площа водозбірного басейну - 8030 км.  Середньорічна витрата води в районі села Грановщина (15 км від гирла) становить 15,11 м³/с (дані спостережень з 1938 по 1990 рік) Висота гирла - 417 м над рівнем моря. 

## Походження назви
Можливо, походить від бур. худа - «сват». Деякі вважають, що це родоплеменна назва походить від бурятського роду Худай. Також можливо що це спадщина топоніміки тюркомовного народу: када (бур. Хада, худа (спотворення)) - «крутий», «стрімкий», «стрімкий», подібні риси вірно характеризують вигляд берегів ріки.